# Wilhelm Mohr (Architekt)
Wilhelm Mohr (* 4. Dezember 1882 in Düsseldorf-Heerdt; † 16. Februar 1948 in Düsseldorf) war ein deutscher Architekt und Innenarchitekt.

## Beruflicher Werdegang
Nach seiner Schreinerlehre von 1906 bis 1909 besuchte Wilhelm Mohr die Kunstgewerbeschule Düsseldorf, um nach seinem Abschluss unter Wilhelm Kreis 1909 in der Bürogemeinschaft Banse, Bethan und Mohr ab 1912 tätig zu sein.
Ab 1918 war Mohr auch als Innenarchitekt für die Waggonfabrik Uerdingen unter anderem für die Innenausstattungen der Straßenbahnen tätig. 1924/1925 ging er mit dem Architekten Leopold Schmalhorst die Bürogemeinschaft Schmalhorst und Mohr ein und war bis 1933 im Wohnungsbau tätig.

## Bauwerke und Entwürfe

### Architekturbüro Schmalhorst und Mohr

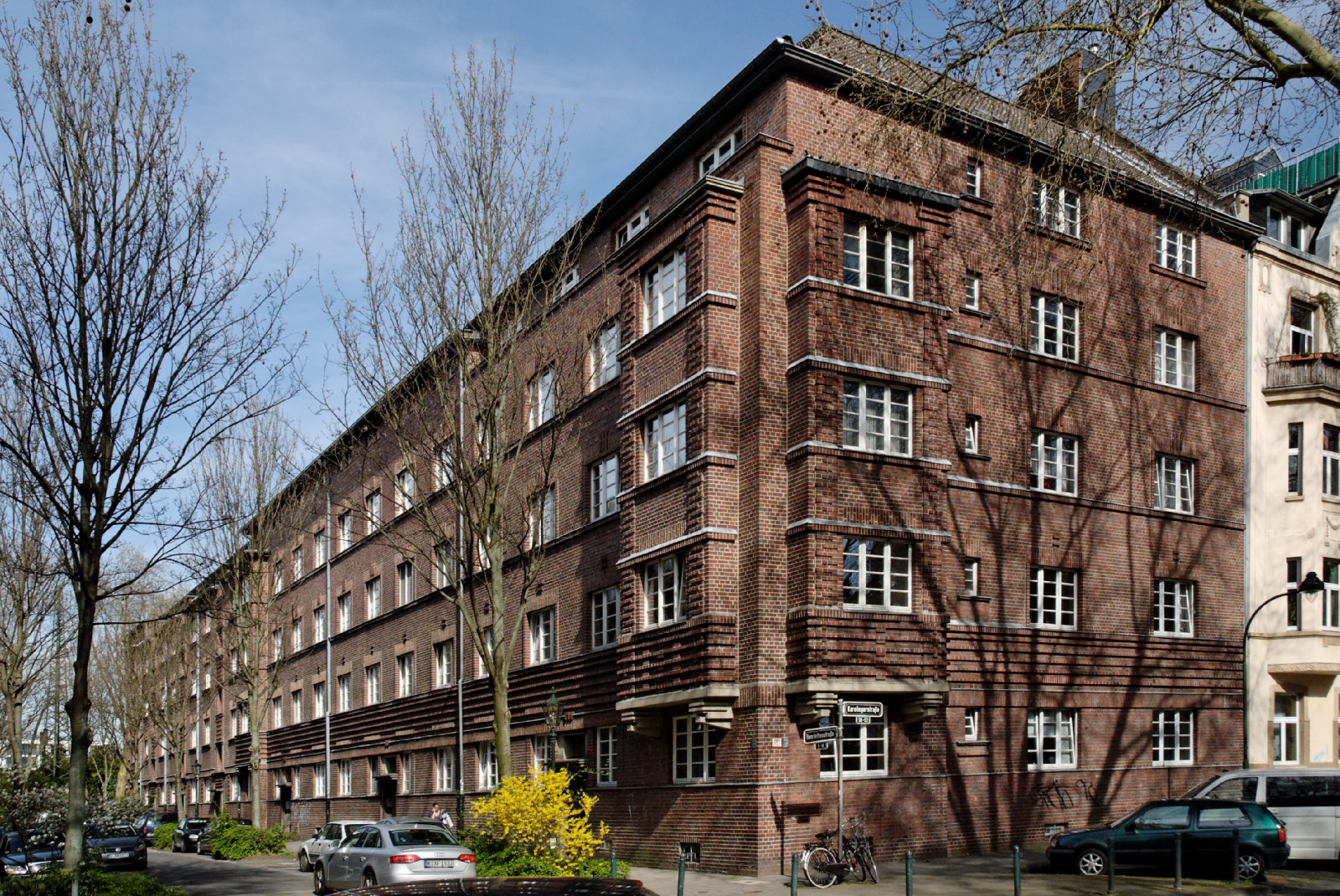
Henriettenstraße 2–14, Burghofstraße 60b/62 in Düsseldorf-Bilk

- 1926: „Haus der Jugend“ auf der GeSoLei in Düsseldorf[3][4]
- 1927–1928: zwei Baulose der Mehrfamilienwohnhaus-Bebauung „Michaelhof“ in Düsseldorf-Bilk
  - Henriettenstraße 2–14, Burghofstraße 60b/62 (unter Denkmalschutz)[5]
  - Burghofstraße 70/72/74/76 (unter Denkmalschutz)[6]
- 1936–1937: Wohnhaus für Hermann Boldt in der „Schlageter-Siedlung“ der Reichsausstellung Schaffendes Volk in Düsseldorf-Golzheim, Karl-Kleppe-Straße 10

## Schriften
- Die Arbeiterstättensiedlung auf der Reichsausstellung „Schaffendes Volk“ Düsseldorf 1937. In: Der deutsche Heimstättensiedler, 15. Jahrgang 1937, Nr. 5, S. 126–130.